# Sven Axi
Sven Gustaf Emmanuel Axi, född 3 maj 1879 i Varberg, död 23 juli 1965 i Stockholm, var en svensk fängelsedirektör.
Sven Axi var son till fängelseföreståndaren Gustaf Axi. Han avlade mogenhetsexamen i Jönköping 1897 och blev samma år extraordinarie amanuens i Fångvårdsstyrelsen. 1900 blev Axi extraordinarie postexpeditör och var postexpeditör 1906-1911. Samtidigt blev han amanuens i Fångvårdsstyrelsen 1904, 1907 tillförordnad och 1912 ordinarie revisor där. Axi var 1901-1926 förordnad som fängelsedirektör på Långholmen, Uppsala, Härnösand, Växjö, Örebro, Nyköping och Umeå och blev 1928 direktör för Centralfängelset på Långholmen. Axi var även kassör och biträde i Fångvårdsstyrelsens centrala hjälpbyrå 1912-1928, var föreståndare för fångvårdsutbildningskurser för underbefäl och bevakningspersonal från 1931 och blev 1937 ordförande i Svenska fångvårdssällskapet. Han hade även uppdrag som sakkunnig i fångvårdsfrågor och deltog som politiskt inom kyrka och kommun, bland annat som stadsfullmäktig i Stockholm 1931-1938. Axi var engagerad i rehabiliteringen av frigivna fångar och blev 1937 ordförande i Stockholms skyddsförening för frigivna 1937.